# Versaillesfreden
Versaillesfreden eller Traité de Versailles (franska: [tʀete dø vɛʁ.saj]) var det viktigaste fredsavtalet som fick slut på första världskriget. Avtalet avslutade kriget mellan Tyskland och västmakterna. Det undertecknades 28 juni 1919 i Versailles, exakt fem år efter mordet på ärkehertigen Franz Ferdinand, som var en ledande faktor till krigets utbrott. Krigshandlingarna mellan Tyskland och Ententen hade egentligen redan upphört den 11 november 1918, i samband med vapenstilleståndet i Compiègneskogen och under sex månader efter detta skedde förhandlingar mellan de segrande makterna, och därefter inbjöds Tyskland, som tvingades underteckna det färdigskrivna fredsavtalet utan vidare förhandlingar.
Fredsavtalet ålade bland annat Tyskland att betala mycket stora skadestånd i pengar och materiel till segermakterna. Tysklands krigsmakt reducerades kraftigt och landet fick avträda stora och viktiga landområden. Därtill tvingades Tyskland att ta på sig hela skulden för kriget.
Versaillesfredens villkor och det sätt som fredsavtalet kom till på har av en del kommentatorer och historiker setts som en orsak till den tyska revanschismen på 1920- och 1930-talen och det nationalsocialistiska maktövertagandet, skeenden som i sin tur ledde till andra världskriget. Segrarmakterna hade, efter påtryckningar från den franske konseljpresidenten Georges Clemenceau, valt Versailles som den plats där förhandlingarna skulle äga rum. Detta skulle vara en symbolisk revansch för att tyskarna efter den tyska segern i fransk-tyska kriget 1871 utropat bildandet av kejsardömet Tyskland i Versailles, huvudsätet för den gamla franska monarkin.

## Fredsavtalets tillkomst

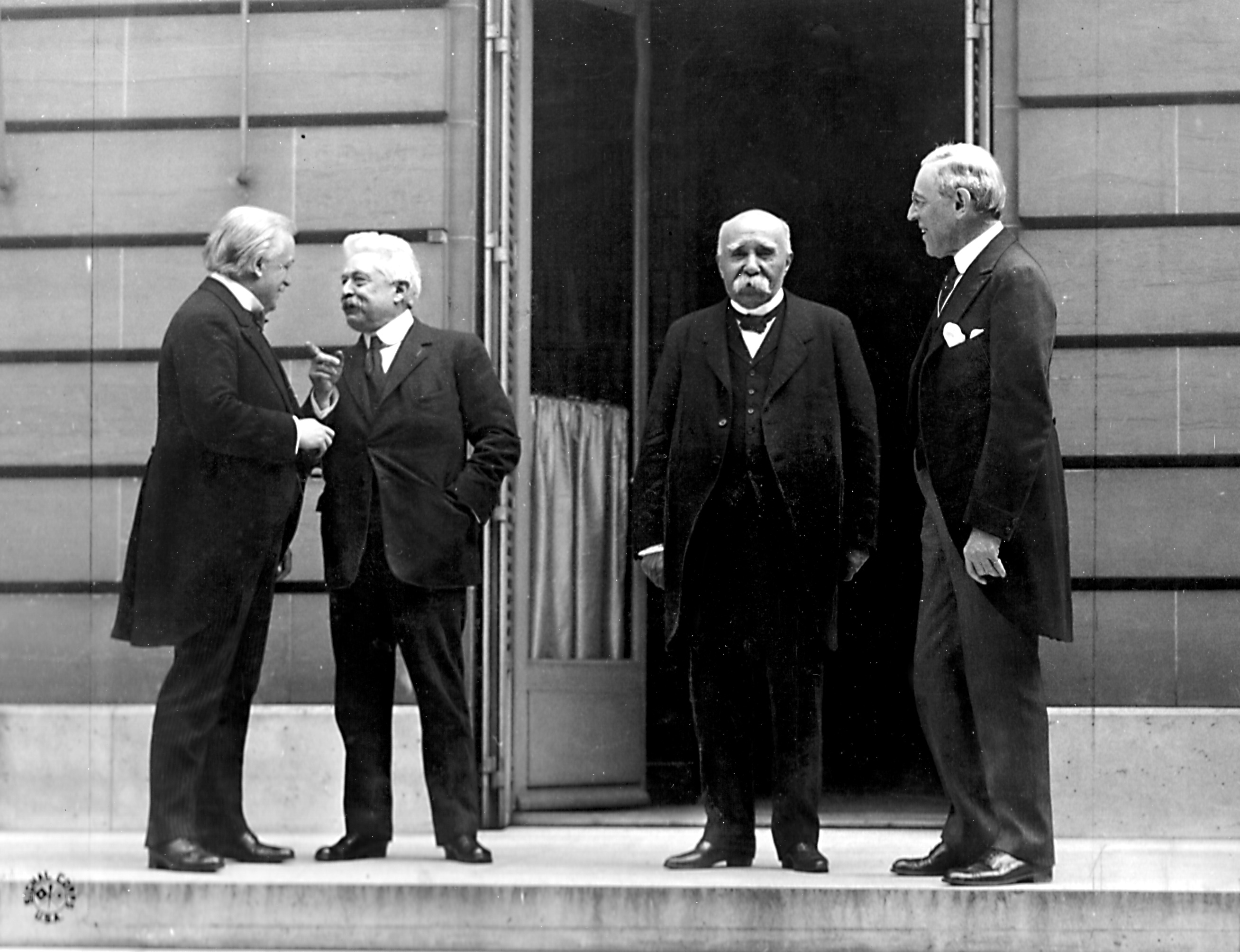
"De fyra stora" som delade upp Centraleuropa, från vänster till höger: Storbritanniens premiärminister David Lloyd George, Italiens konseljpresident Vittorio Emanuele Orlando, Frankrikes konseljpresident Georges Clemenceau och USA:s president Woodrow Wilson.

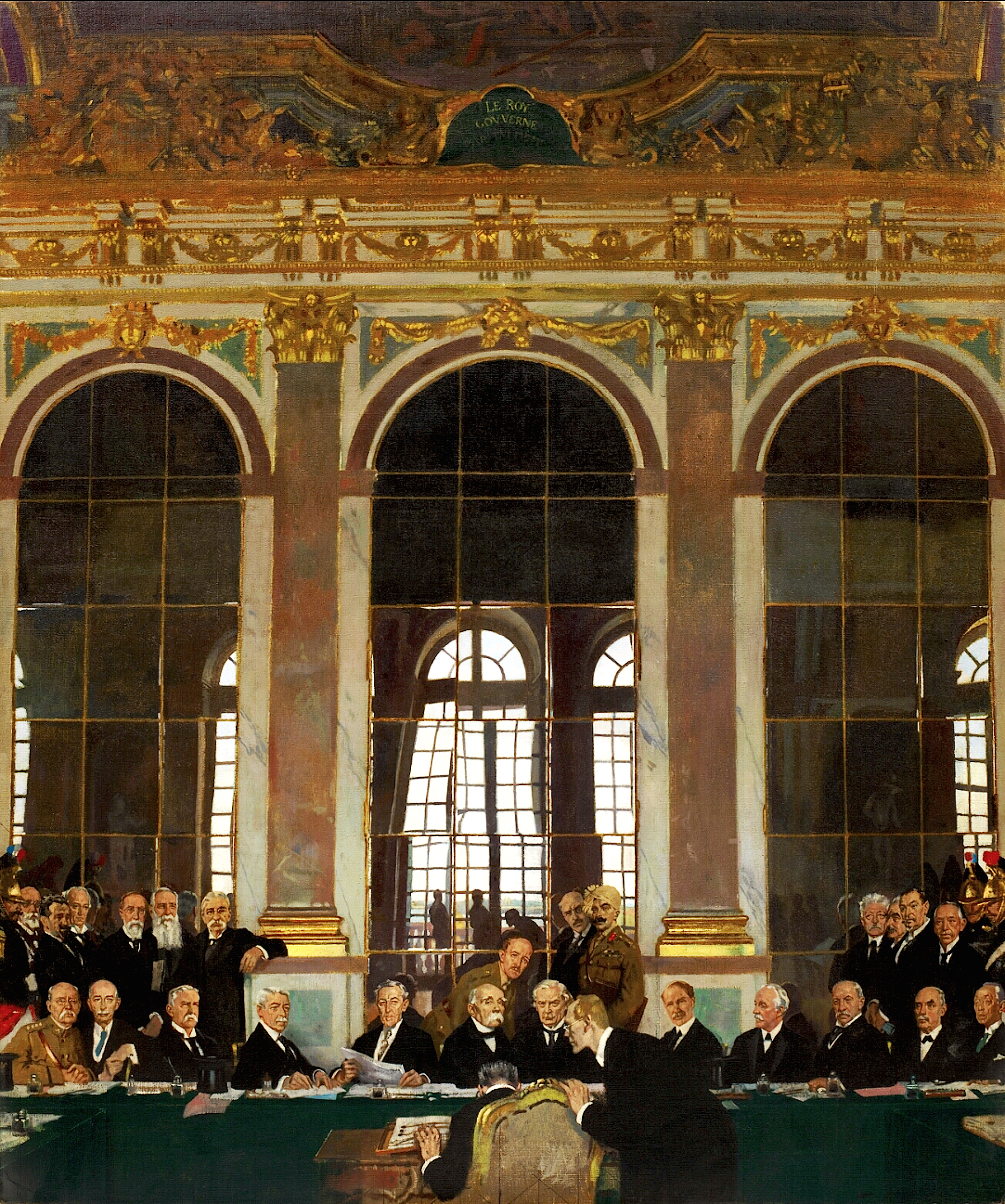
Målning av William Orpen.

Förhandlingarna inleddes den 18 januari 1919 i spegelsalen i Versailles, och 26 stater deltog. Tyskland inbjöds inte. Inte heller Ryssland deltog (landet hade besegrats av Centralmakterna under kriget och undertecknat en separatfred). Innan förhandlingarna slutfördes lämnade flera länder förhandlingarna, varav de mest betydande var Japan och Italien.
Ledare för delegationerna var från de viktigaste länderna den brittiske premiärministern David Lloyd George, den franske konseljpresidenten Georges Clemenceau, USA:s president Woodrow Wilson och den italienske premiärministern Vittorio Emanuele Orlando. På grund av sitt inflytande kom dessa tillsammans att kallas "de fyra stora". Sedan den sistnämnde i mars 1919 lämnat konferensen på grund av en meningsskiljaktighet mellan honom och Wilson, kom fredsvillkoren till stor del att bestämmas av Frankrike, Storbritannien och USA. Vid deras enskilda överläggningar fattades de viktiga principbesluten och de reella avgörandena. Ett flertal meningsskiljaktigheter framträdde mellan statsmännen och enighet uppnåddes endast med stor svårighet.
Alldeles särskilt företrädde Wilson och Clemenceau skilda meningar. För Frankrike var det särskilt angeläget att erhålla garantier mot ett nytt tyskt angrepp, och Clemenceau krävde av hänsyn till Frankrikes säkerhet att den tyska riksgränsen skulle flyttas tillbaka till Rhen. Han begärde att Elsass-Lothringen skulle återlämnas till Frankrike och Rhenlandet skiljas från Tyska riket som en autonom buffertstat. Elsass-Lothringens anslutning till Frankrike mötte inte motstånd, men Wilson, som så långt som möjligt önskade dra gränserna enligt nationalitetsprincipen, motsatte sig bestämt Rhen-gränsen. Enligt hans mening gav en internationell rättsordning Frankrike en betryggande säkerhetsgaranti. Frågan löstes genom en rad kompromisser, vilka dock för Frankrikes del innebar stora eftergifter.
Konferensen beslöt upprätta Nationernas förbund och satte in dess stadga som en första huvuddel i fredsfördraget. Tyskland ställdes utanför förbundet. 
Bland annat stadgades i traktatet att Rhenlandet under 15 års tid skulle hållas under allierad militär ockupation. Emellertid led Wilsons utrikespolitiska program totalt nederlag i USA:s kongress. USA inträdde inte i NF och ingick ingen europeisk allians, varför ej heller någon allians kom till stånd mellan Frankrike och Storbritannien.
En tysk delegation anlände till Versailles den 29 april ledd av Tysklands utrikesminister greve Ulrich von Brockdorff-Rantzau. Den 7 maj överlämnades i Versailles de allierades i detalj utarbetade förslag till fredstraktat. Tyskarna riktade starka invändningar mot de allierades krav. Den 16 juni svarade de allierade på de tyska invändningarna. Endast en mindre modifiering hade gjorts i villkoren, och de allierade krävde i sitt svar till Tyskland, att denna makt skulle obetingat godtaga villkoren inom fem dagar. Den tyska nationalförsamlingens majoritet beslöt i detta läge att acceptera villkoren i fördraget, varvid von Brockdorff-Rantzau, som var emot ett undertecknande, avgick. I hans ställe undertecknades fördraget 28 juni 1919 av den nye tyske utrikesministern Hermann Müller. Därefter undertecknades traktaten av representanter för 27 allierade och associerade regeringar. Kina, missnöjt med lösningen av Kiautschou-frågan, vägrade sin underskrift.

## Villkor

Tysklands europeiska landavträdelser i Versaillesfreden.
----
Landavträdelser till Tysklands grannländer
Administrerat av Nationernas Förbund
Tyskland (Weimarrepubliken)

På Tyskland lades det fulla ansvaret för att ha startat kriget, och att betala ett enormt krigsskadestånd till en del länder i Ententen, framförallt till Frankrike och Belgien, de länder som härjats svårast under kriget (exklusive Ryssland som ej berördes direkt av Versaillesfreden). I januari 1921 blev summan av en av segrarmakternas kommissioner bestämd till 269 miljarder guldmark (över 96 400 ton guld, då 2790 guldmark motsvarade 1 kg guld). Det skulle ha krävt att Tyskland betalade av till 1984. Senare samma år reducerades summan till 132 miljarder guldmark, vilket fortfarande var ett stort belopp. Utbetalningen avbröts under andra världskriget och den allra sista utbetalningen ägde rum först år 2010 – 92 år efter krigsslutet.
Tyskland fick avstå från samtliga sina kolonier - Togoland, Kamerun, Tyska Sydvästafrika, Tyska Östafrika (Tanganyika, Burundi och Rwanda) och Tyska Nya Guinea (inklusive flera ögrupper i Stilla havet) – som kolonier eller Nationernas förbund-mandat till segrarmakterna (inklusive Australien, Japan och Sydafrika).
I Europa fick tyskarna avstå från 
- Elsass-Lothringen, som återgick till Frankrike (area 14 522 km², 1 815 000 invånare (1905))
- Nord-Slesvig inklusive de tysktalande städerna Tondern, Apenrade, Sonderburg, Hadersleben och Lügum i Schleswig-Holstein, till Danmark (area 3 984 km², 163 600 invånare (1920)), Slesvig hade erövrats från Danmark i dansk-tyska kriget 1864. I en folkomröstning 1920 röstade en majoritet i Nordslesvig för att åter tillhöra Danmark. Man ansåg att det var en följd av en "förtyskningspolitik" efter 1864 att det i de nämnda städerna fanns många tysktalande
- Posen och Västpreussen, som avstods till Polen. Territoriet var redan under polsk kontroll efter ett polskt uppror (1918–1919) (area 53 800 km², 4 224 000 invånare (1931)), inklusive 510 km² och 26 000 invånare från Övre Schlesien. En polsk korridor skapades till Östersjön med en tysk minoritetsbefolkning
- Hlučín-området i Övre Schlesien till Tjeckoslovakien (area 316 eller 333 km², 49 000 invånare)
- den östra delen av Övre Schlesien, till Polen (area 3 214 km², 965 000 invånare), trots att 60 % röstade för att tillhöra Tyskland i en folkomröstning
- Städerna Eupen och Malmedy till Belgien
- Soldau i Ostpreussen (area 492 km²) till Polen
- Norra delen av Ostpreussen Memelland ockuperades av Frankrike, och överfördes senare till Litauen
- Saarland hamnade under Nationernas förbunds kontroll i 15 år, varefter en folkomröstning skulle hållas om området skulle tillhöra Tyskland eller Frankrike. Fram till dess hade Frankrike rätt till hela områdets kolproduktion. Efter folkomröstningen 1935 återfördes Saarland till Tyskland.
- Staden Danzig (nu Gdańsk) blev den fria staden Danzig (Freie Stadt Danzig) under Nationernas förbund. (area 1 893 km², 408 000 invånare (1929))

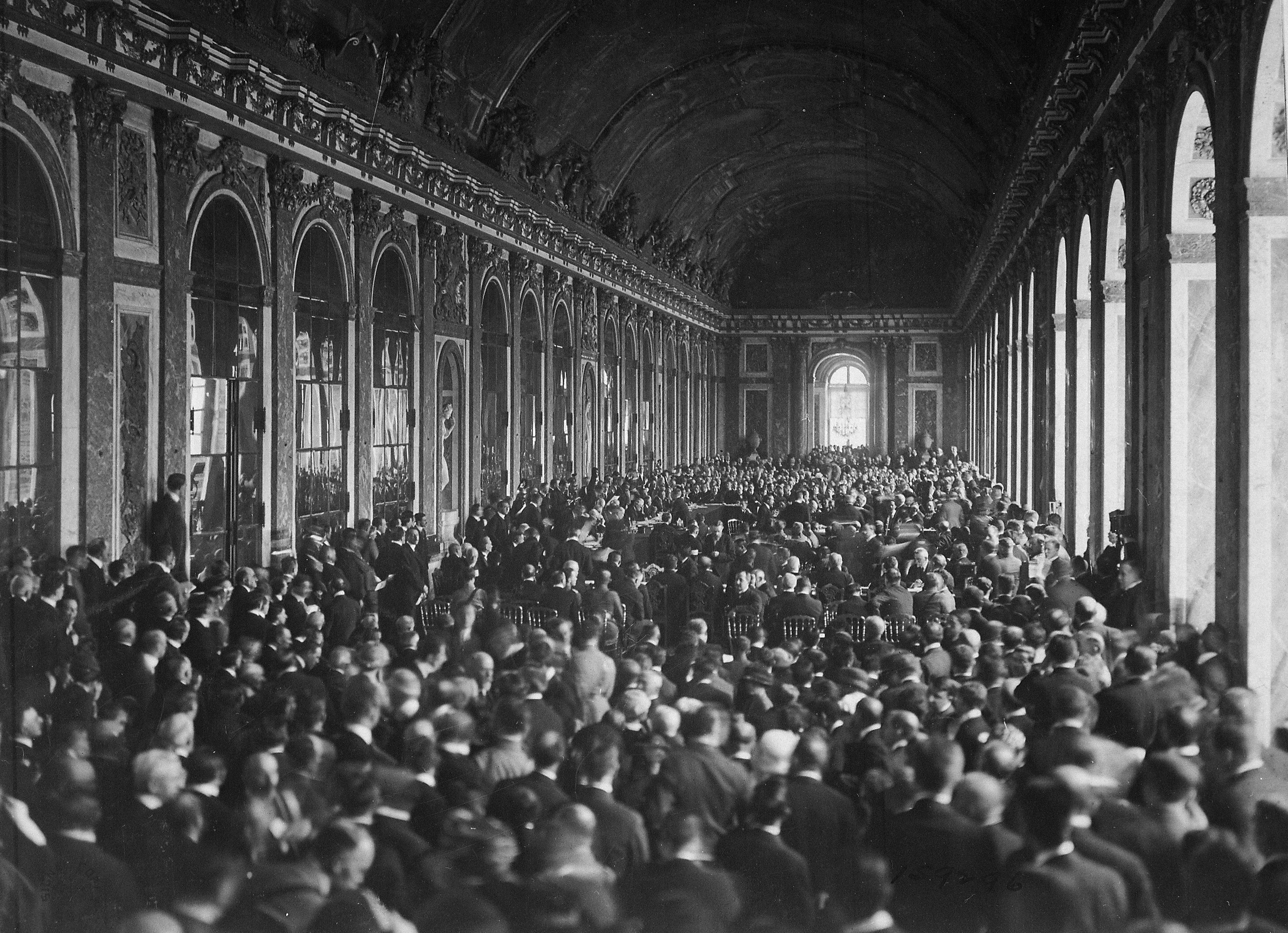
Fotografi vid tidpunkten för underskrifterna.

Tysklands krigsmakt begränsades starkt och bestämmelserna avsåg att så gott som helt avväpna landet. Armén skulle reduceras till 100 000 man, tungt artilleri, stridsvagnar, ubåtar och flygvapen förbjöds och antalet örlogsfartyg minskades. 
Tyskland fick även erkänna det förminskade Österrikes självständighet och union mellan Tyskland och Österrike förbjöds.
USA skrev på Versaillesavtalet, men det ratificerades inte i slutändan. USA och Tyskland slöt därför 1921 en bilateral fred med varandra istället.
Den tyska koncessionen Shandong i Kina överfördes till Japan vilket fick Kina att avstå från att skriva under freden. Protesterna i Kina gav upphov till Fjärde maj-rörelsen. Kina skrev en separatfred med Tyskland 1921.

## Nationernas förbund
På Versaillesavtalets grund kom Nationernas förbund att bildas, vilket var ett av Woodrow Wilsons huvudmål, och en av punkterna i hans fjortonpunktslista. USA gick dock aldrig med i Nationernas förbund, vilket innebar en försvagning av det internationella konfliktlösningssystemet under mellankrigstiden.